# Parasemia alascensis
Parasemia alascensis là một loài bướm đêm thuộc phân họ Arctiinae, họ Erebidae.